# Dorfkirche Haage

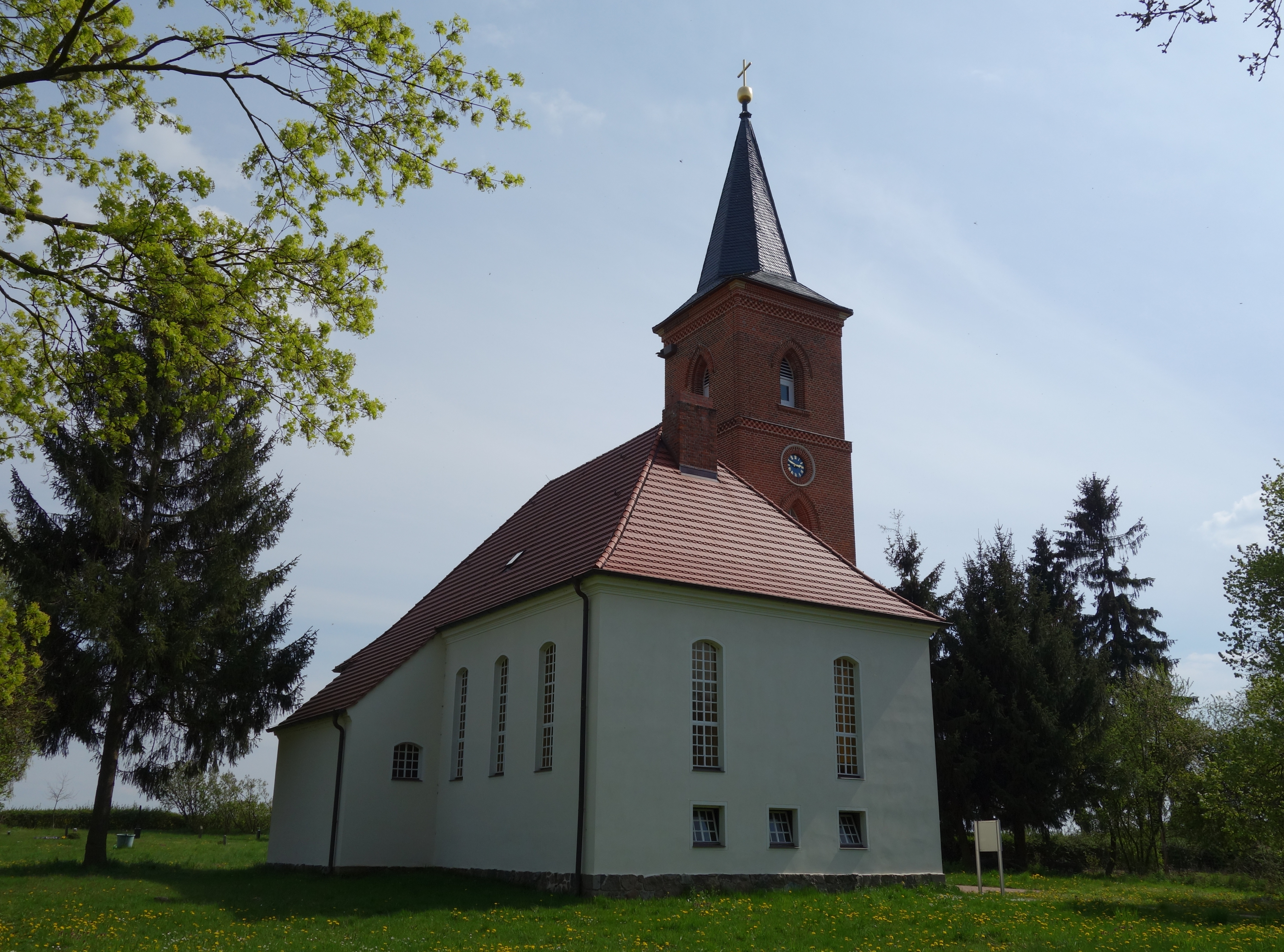
Dorfkirche Haage, Nordansicht

Die Dorfkirche Haage ist die evangelische Kirche im Ortsteil Haage der Gemeinde Mühlenberge im Landkreis Havelland des Landes Brandenburg. Sie wird unter der Nummer 09150109 im Denkmalverzeichnis des Landes Brandenburg geführt.

## Architektur
Die am Dorfrand befindliche Saalkirche mit Walmdach und hohen Segmentbogenfenstern wurde von 1938 bis 1940 nach einem Entwurf von Karl Blunck errichtet. An der Südostseite befindet sich ein neugotischer Turm aus dem Jahre 1862. Ab 2010 fanden Restaurierungsarbeiten statt.

## Innengestaltung

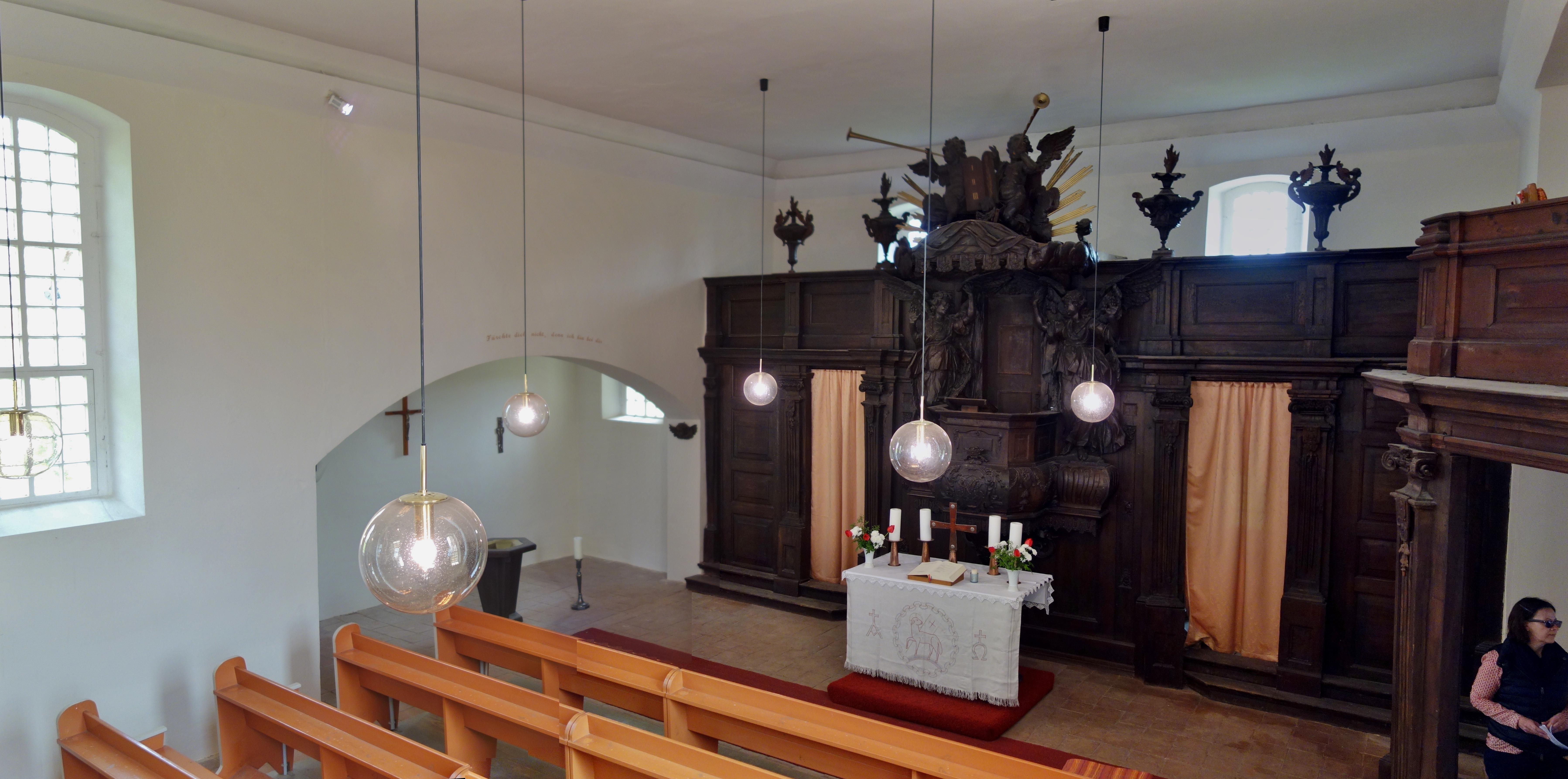
Östlicher Innenraum

Im Inneren befindet sich ein großer Kanzelaltar mit seitlichen Durchgängen aus dunkel gebeiztem Eichenholz. Er stammt aus der aufgegebenen Kirche in Döberitz bei Nauen und wurde um 1712/13 für den preußischen Justizminister Christoph von Katsch hergestellt. Er wird im Dehio-Handbuch als eine „vorzügliche Arbeit in der Nachfolge Andreas Schlüters“ gewürdigt. Am ausladenden Kanzelkorb sind die geschnitzten Initialen des Stifters und eine Krone, seitlich des Korbs je ein überlebensgroßer Engel in bewegter Haltung als Rahmen für den Kanzeleingang angeordnet, auf dem Schalldeckel Posaunenengel. Die seitlichen Eingänge sind von Pilastern gerahmt, die von Prunkvasen gekrönt sind, welche vermutlich erst in den 1930er Jahren geschaffen wurden. Die gleichzeitige Patronatsloge im Stil des Altars über dem Eingang war ursprünglich zweigeschossig und wurde modern ergänzt.
Die Orgel ist ein Werk von Wilhelm Sauer aus dem Jahr 1964 mit drei Registern auf einem Manual und Pedal.